# تينا فاي
تينا فاي (بالإنجليزية: Tina Fey)‏ (18 مايو 1970 - )، ممثلة أمريكية. حاصلة على جائزة الإيمي 2007 عن مسلسل 30 روك، كما حصلت في عام 2002 على جائزة أفضل كاتبة عن البرنامج الكوميدي ساترداي نايت لايف.

## أعمال
- 30 روك
- ساترداي نايت لايف
- ويسكي تانغو فوكستروت
- إختراع الكذب

## وصلات خارجية
- تينا فاي على موقع IMDb (الإنجليزية)
- تينا فاي على موقع الموسوعة البريطانية (الإنجليزية)
- تينا فاي على موقع مونزينجر (الألمانية)
- تينا فاي على موقع ألو سيني (الفرنسية)
- تينا فاي على موقع ميوزك برينز (الإنجليزية)
- تينا فاي على موقع تيرنر كلاسيك موفيز (الإنجليزية)
- تينا فاي على موقع أول موفي (الإنجليزية)
- تينا فاي على موقع بوكس أوفيس موجو (الإنجليزية)
- تينا فاي على موقع قاعدة بيانات برودواي على الإنترنت (الإنجليزية)
- تينا فاي على موقع قاعدة بيانات الأفلام السويدية (السويدية)
- تينا فاي على الإذاعة الوطنية العامة in 2008
- تينا فاي على الإذاعة الوطنية العامة in 2011
- Tina Fey at Emmys.com
- Tina Fey SNL video archive at Yahoo Screen